# Chaetonotus ploenensis
Chaetonotus ploenensis is een buikharige uit de familie Chaetonotidae. De wetenschappelijke naam van de soort werd in 1909 voor het eerst geldig gepubliceerd door Voigt. De soort wordt in het ondergeslacht Primochaetus geplaatst.